# Ictidostoma
Ictidostoma is een geslacht van uitgestorven synapsiden binnen de familie Hofmeyriidae dat leefde tijdens het Laat-Perm in wat nu Zuid-Afrika is. In de Zuid-Afrikaanse provincie West-Kaap zijn fossiele resten gevonden.
In 1930 hernoemde Robert Broom Ictidognathus hemburyi Broom, 1912 tot een apart geslacht Ictidostoma met als combinatio nova Ictidostoma hemburyi. Het is de enige bekende soort van het geslacht Ictidostoma. De geslachtsnaam Ictidostoma is afgeleid van het Grieks iktis, 'wezel', en stoma, 'muil'. De soortaanduiding eert de verzamelaar H.J. Hembury.
Het holotype is AMNH 5520, het voorste deel van een schedel met onderkaken.
De schedel draagt per helft zes kleine snijtanden met een lengte van een centimeter. Er zijn twee hoektanden per zijde en acht kiezen, een minder dan bij Ictidognathus, de reden voor Broom om een apart geslacht te onderscheiden. De schedel behoudt een postfrontale en gescheiden ploegschaarbeenderen.
Het was een klein carnivoor lid van de Therocephalia. 